# 한일은행 축구단
한일은행 축구단(韓一銀行蹴球團, Hanil Bank Football Club)은 대한민국 서울특별시에 있었던 축구 선수단이다. 한일은행이 운영했던 세미프로 축구단이며, 1970년 2월에 창단되었고, 1998년 11월에 해단되었다.

## 역사
한일은행이 1970년 2월 6일에 실업 축구단으로 창단했다. 1984년부터 1986년까지 세 시즌 동안 K리그에 참가하였다. 당시 마스코트는 한일은행을 상징하는 꽃인 카네이션이었으며 김호 감독이 사령탑을 맡았다. 그 후 1987년부터 다시 실업 축구에서 활약하였으며 1997년 11월 해체되었다.

## 시즌 결과
| 시즌 | 리그  | 순위 | 경기 | 승 | 무 | 패 | 득 | 실 | 감독 |
| ---- | ----- | ---- | ---- | -- | -- | -- | -- | -- | ---- |
| 1984 | K리그 | 6    | 28   | 5  | 11 | 12 | 26 | 45 | 김호 |
| 1985 | K리그 | 7    | 21   | 3  | 10 | 8  | 18 | 30 | 김호 |
| 1986 | K리그 | 6    | 20   | 4  | 4  | 12 | 17 | 33 | 김호 |

## 유명 선수
- 윤성효
- 왕선재
- 최강희
- 김대의
- 윤덕여